# Marcos Ghizoni
Marcos Ghizoni (Orleans, 25 de abril de 1927) é um político brasileiro.

## Carreira
Foi vereador do município de Grão-Pará na 4ª legislatura, de 1970 a 1972.
Foi prefeito de Grão-Pará de 1977 a 1982, e de 1989 a 1992.